# Amalia Sánchez Sampedro
Amalia Sánchez Sampedro (Mérida, España, 1950) es una periodista española de prensa, radio y televisión especialmente conocida por su trabajo de corresponsal política.

## Biografía
Nacida en Mérida, su padre era profesor de la escuela de artes y oficios. A los 18 años se trasladó a Madrid donde estudió en la Escuela Oficial de Periodismo.
Empezó las prácticas como periodista en 1970 en el diario Arriba y un periódico en el que en la época trabajaban Rosa Montero, Lalo Azcona o Francisco Caparrós y el diario Hoy. En el último año de carrera, a los 22 años fue cofundadora de la agencia Colpisa con Manu Leguineche, Paco Umbral, Pepe Oneto, Víctor Márquez Reviriego y Cesar Alonso de los Ríos. Allí empezó a hacer crónica política hasta 1984 colaborando al mismo tiempo en diferentes publicaciones como Interviú y Tiempo. En Colpisa permaneció hasta su fichaje en Televisión española en diciembre de 1984. Durante una semana, en enero de 1985, presentó el Telediario de la segunda edición junto a Carlos Herrera, pero pidió ser relevada para dedicarse al periodismo de calle , siendo sustituida por Ángeles Caso.
Entre los eventos que cubrió estuvo las protesta de Tiananmen en Pekín en 1989.
En radio participó en programas de actualidad política como La Mañana de la COPE, con Antonio Herrero y a partir de 1998 en Hoy por hoy, de la SER, con Iñaki Gabilondo.
A partir de ese momento, colabora en el programa de entrevistas Punto y aparte (1985-1988).
Durante más de doce años realiza labores de informacíón en el área de internacional, cubriendo tanto para Telediario como para Informe Semanal las visitas al exterior del entonces presidente del Gobierno, Felipe González.
En junio de 1996, tras el cambio en el equipo directivo de TVE, el nuevo director de Informativos, Ernesto Sáenz de Buruaga decidió prescindir de sus servicios. La periodista acudió a los tribunales, alegando que el despido se debió a discriminación por razones políticas. Sin embargo, su demanda fue desestimada.
En 1996 se incorporó al Canal Autonómico de Andalucía Canal Sur, dirigiendo su Centro Territorial en Madrid. Además, colabora como analista política en los programas Día a día (1996-2004) 59 segundos (2004) y Las Mañanas de Cuatro (2006).

## Publicaciones
- Pendientes de la noticia: memorias periodísticas. Prólogo de Felipe González. Planeta, Barcelona, 2003  ISBN 10: 8408047779ISBN 13: 9788408047773